# Mariä Himmelfahrt (Anger)
Koordinaten: 47° 48′ 9″ N, 12° 51′ 26,9″ O

Anger mit Kirche und Mariensäule

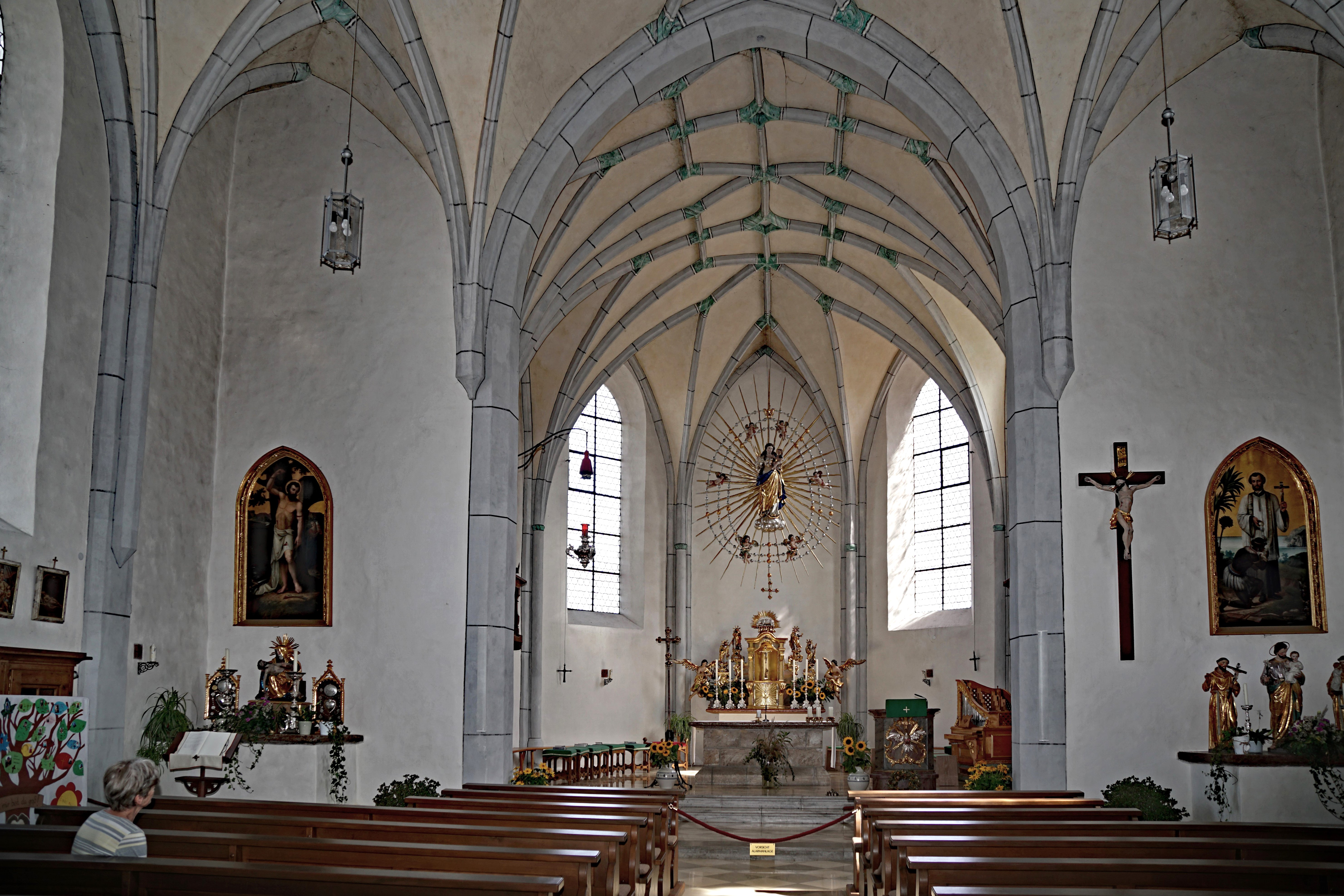
Innenansicht

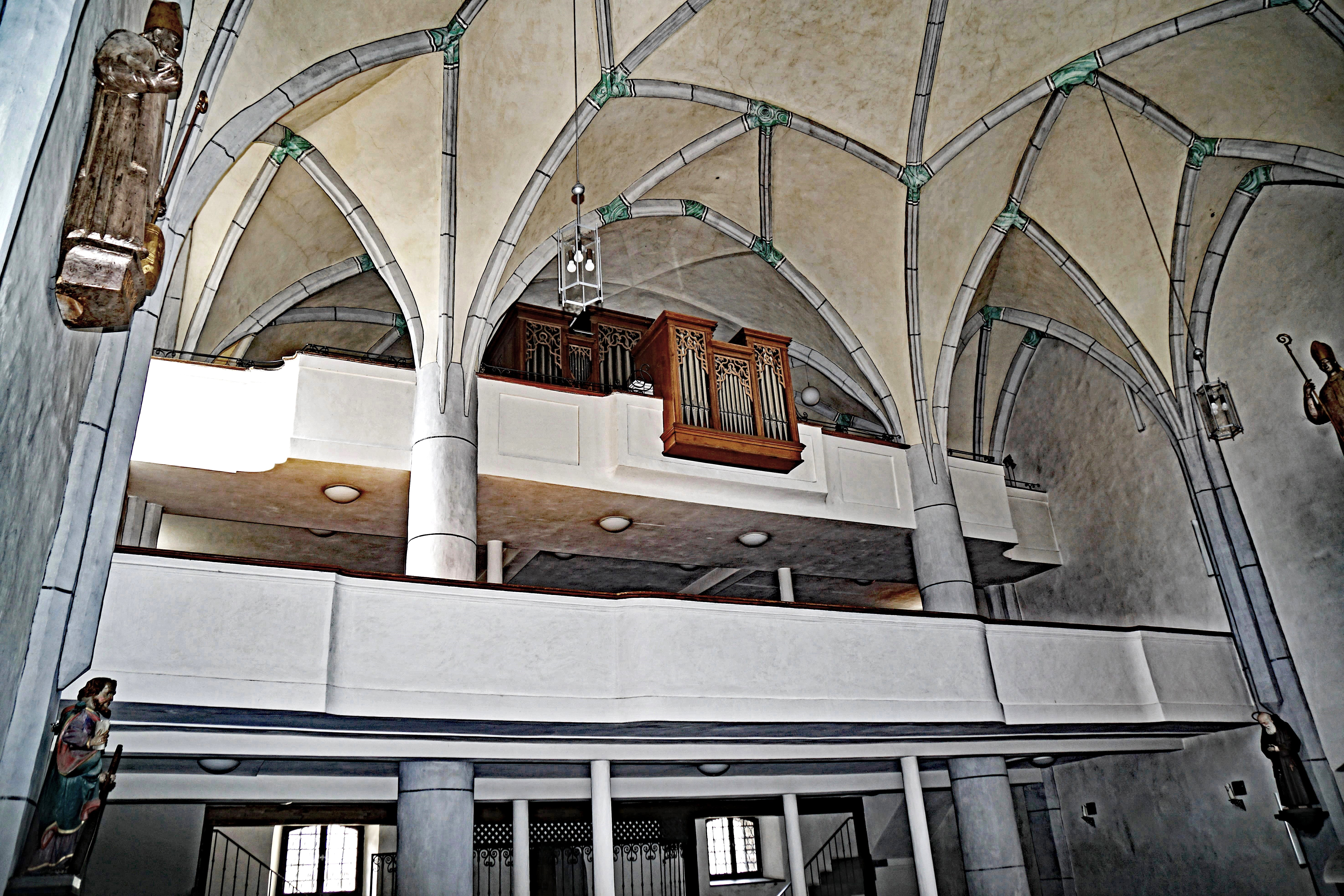
Di Orgelemporen

Die katholische Pfarrkirche Mariä Himmelfahrt ist eine spätgotische Kirche in Anger im Landkreis Berchtesgadener Land in Oberbayern. Sie gehört zum Pfarrgemeindeverbund Anger-Aufham-Piding im Erzbistum München und Freising und ist mit ihrem schlanken Kirchturm weithin sichtbar.

## Geschichte und Architektur
Die aus regelmäßigen Nagelfluhquadern erbaute, 1447 geweihte Kirche mit eingezogenem, dreiseitig geschlossenem Chor steht am Südende des großräumigen Angers des gleichnamigen Ortes und ist demgegenüber nochmals erhöht. Dadurch wie auch durch den 1739 aufgestockten und mit einer doppelten Zwiebelhaube abgeschlossenen Westturm sowie durch das steile Dach hat die Kirche eine Fernwirkung in der Landschaft wie sonst nur  Wallfahrtskirchen.  Das Dach ist schindelgedeckt.
Die Kirche zählt mit der Kirche in Burgkirchen am Wald, der Kirche in Eggelsberg und der Braunauer Spitalkirche zu einer Gruppe von gotischen Kirchen mit ursprünglich drei auf einem gleichseitigen Dreieck angeordneten Pfeilern im Langhaus, also einer Mischform zwischen Saal- und Hallenkirche, die im süddeutschen und böhmischen Raum vorkommt. In Anger ist jedoch durch den Einbau von barocken Emporen und die Entfernung des Mittelpfeilers im Jahr 1717 ein zentralisierender Raum entstanden. Das Gewölbe im Langhaus geht von einem sechseckigen Rippenmuster aus, über den Emporen geht es in ein Sterngewölbe über. Weit heruntergezogene Rippen auf flachen Wandpfeilern mit halben Achteckdiensten prägen das Langhaus. Das Netzgewölbe im Chor ruht auf Runddiensten, zeigt eine maßwerkartige Verzierung im Gewölbescheitel und ist verwandt mit dem Gewölbe der Kirche St. Zeno in Bad Reichenhall. Die westliche Orgelempore ist zweigeschossig.
Die südliche Eingangshalle ist mit einer kassettierten Eichentür mit gotischem Eisenbeschlag ähnlich wie bei der Kirche in Saaldorf versehen.
Stuck und Einbauten der Sakristei sind aus dem 17. Jahrhundert erhalten.

## Einrichtung
Das Retabel des Hochaltars von 1962 besteht aus einem Tabernakel und sechs neugefassten Rokoko-Heiligenfiguren und zwei Engel. Darüber hängt eine großformatige Rosenkranzmadonna aus der Zeit um 1680 von Johann Schwaiger. Nördlich im Chor findet sich eine Figur der Stifterin Ellanpurg aus dem 19. Jahrhundert.

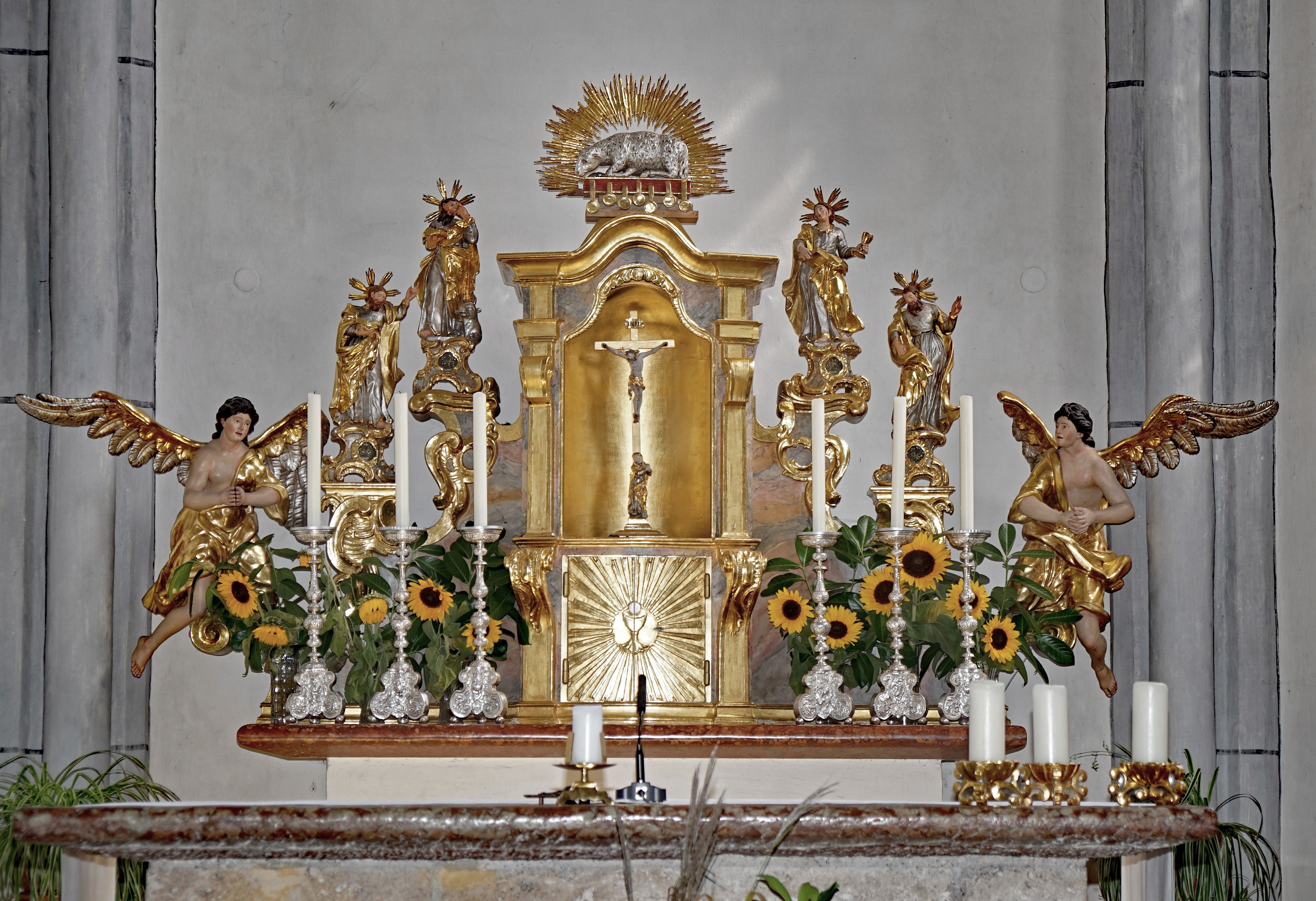
Der Hochaltar
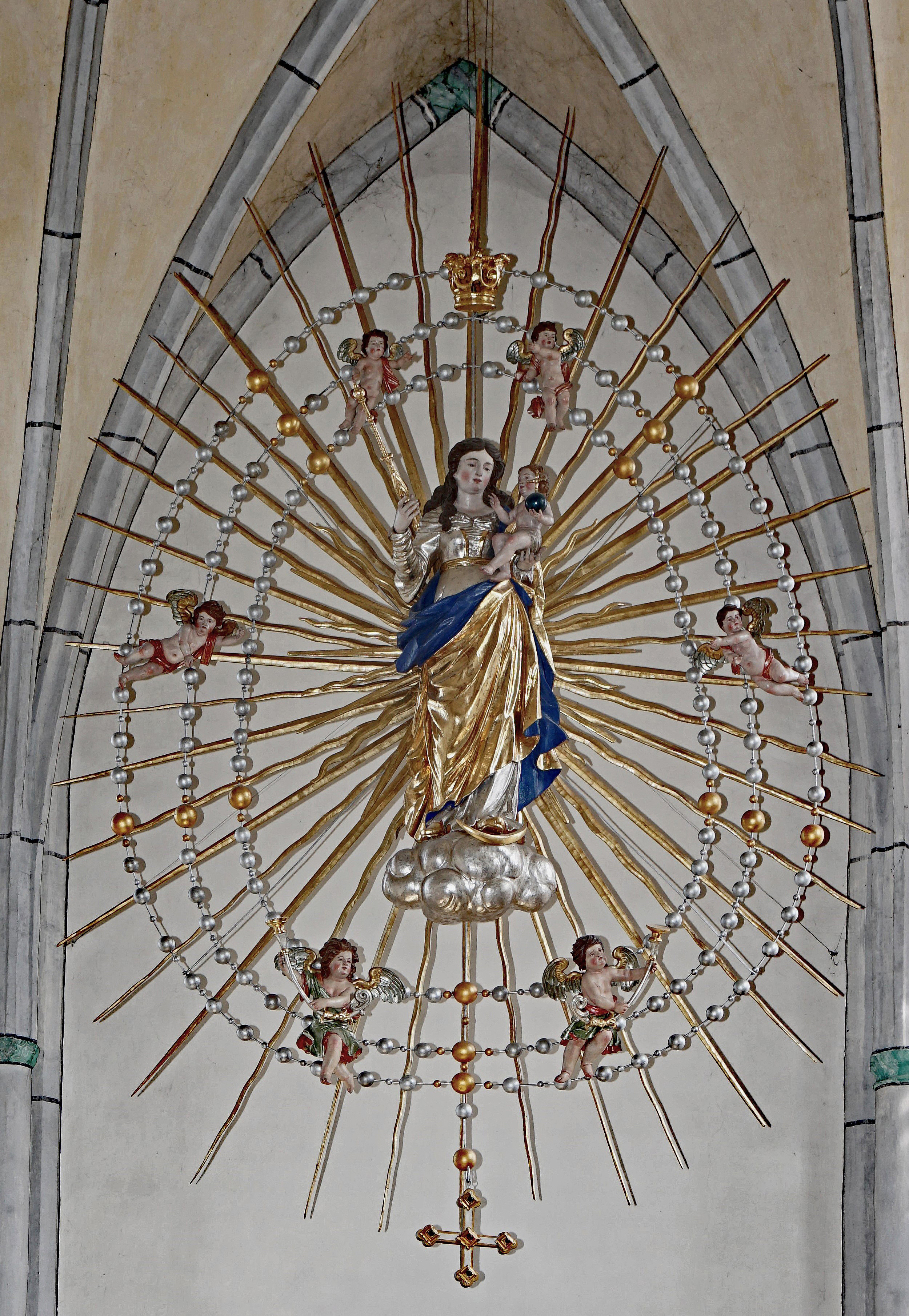
Rosenkranz-Madonna

Über dem linken Seitenaltar, auf dessen Mensa eine gotische Pietà (um 1550) steht, zeigt ein neugotisches Gemälde das Martyrium des hl. Sebastian. Auf dem neugotischen Gemälde über dem rechten Seitenaltar ist der missionierende hl. Franz Xaver dargestellt.
Die Bischofsbüsten an den Seitenaltären und die Schnitzfigur des Guten Hirten an der Südwand stammen aus der Zeit um 1660/70. Zur weiteren Einrichtung gehören Kreuzweg-Gemälde und die Konsolfiguren der Nonne Ellanpurg mit Kirchenmodell (frühes 17. Jh.), des hl. Judas Thaddäus (1936),  des hl. Bruder Konrads (1936), des hl. Rupertus (1962) und des hl. Korbinian (1962). Neben dem Haupteingang steht ein barockes Weihwasserbecken aus Rotmarmor.

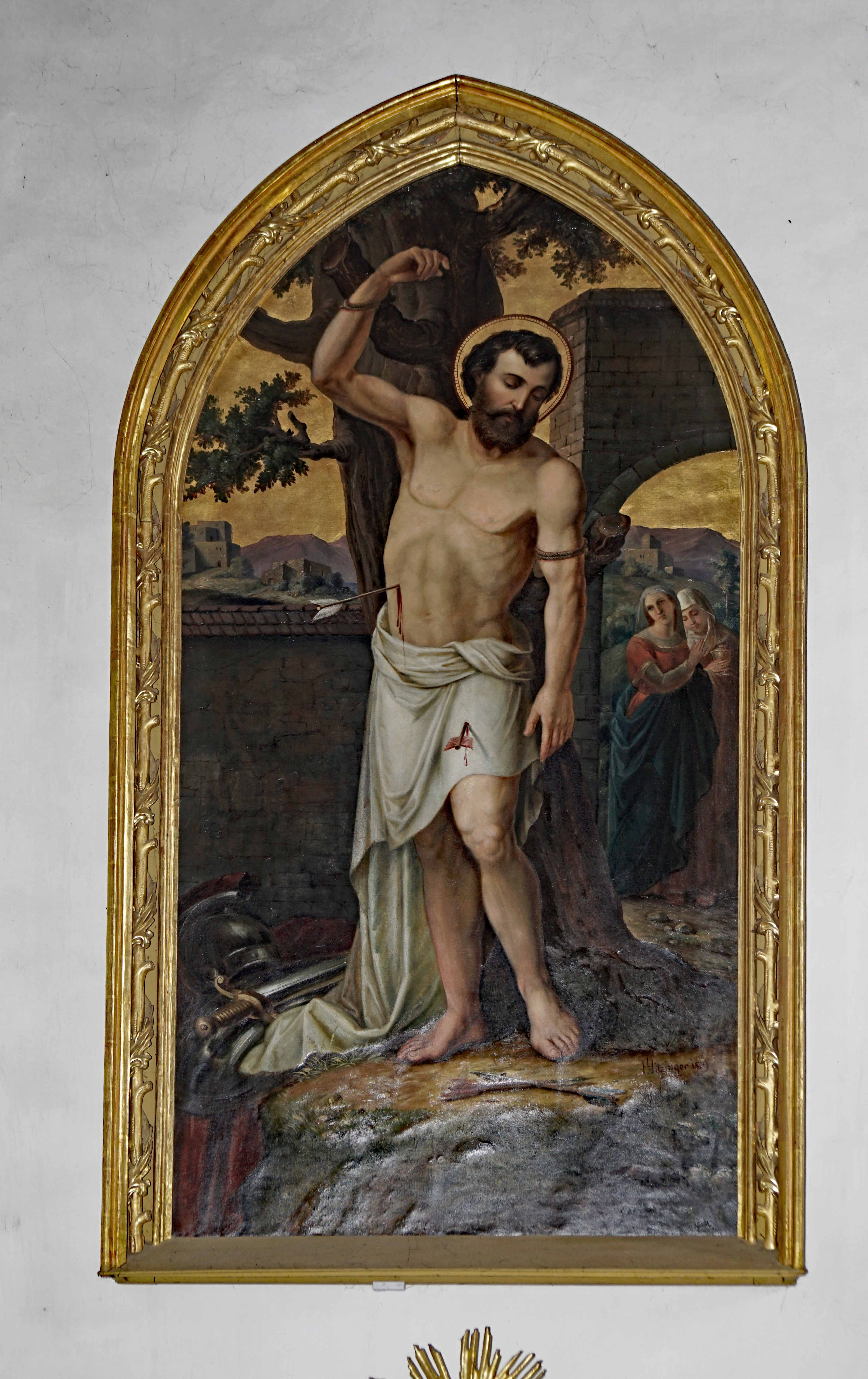
Hl. Sebastian
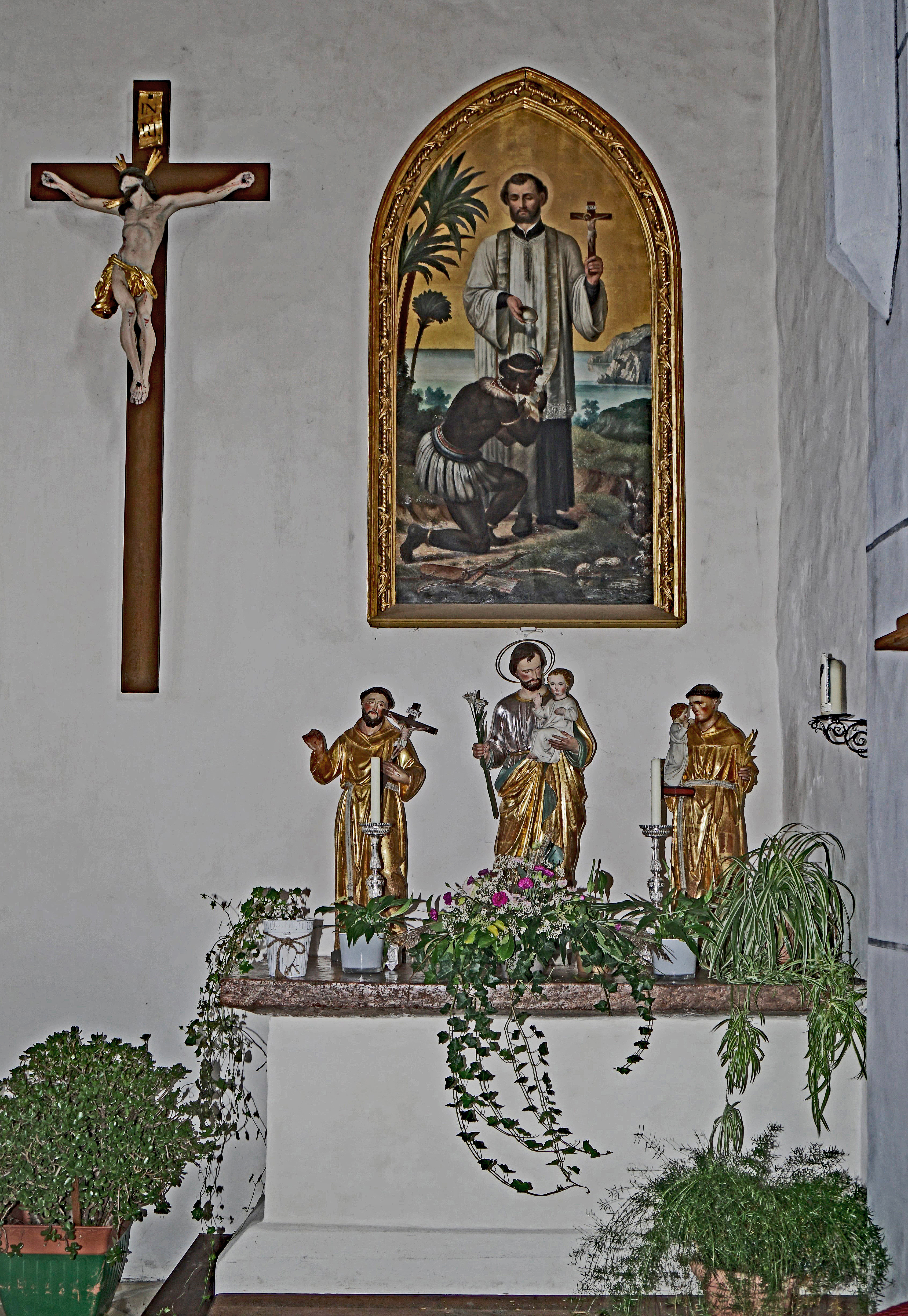
Rechter Seitenaltar
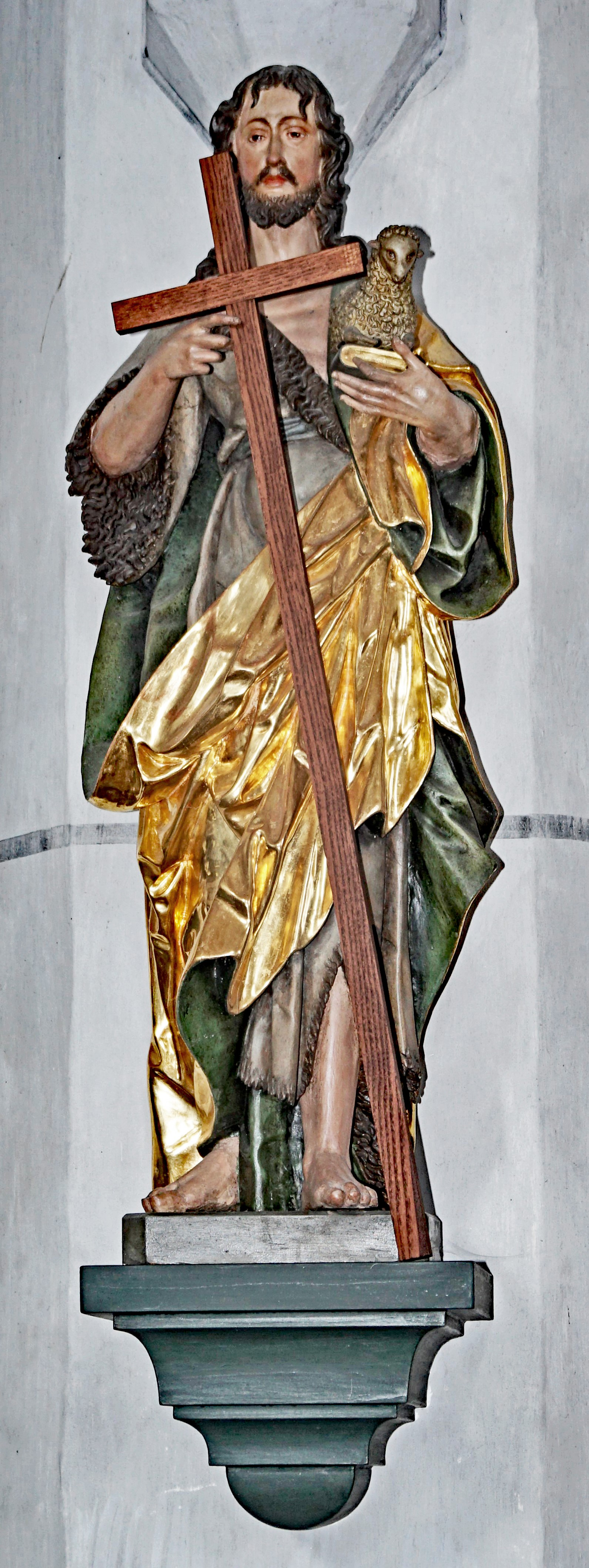
Guter Hirte
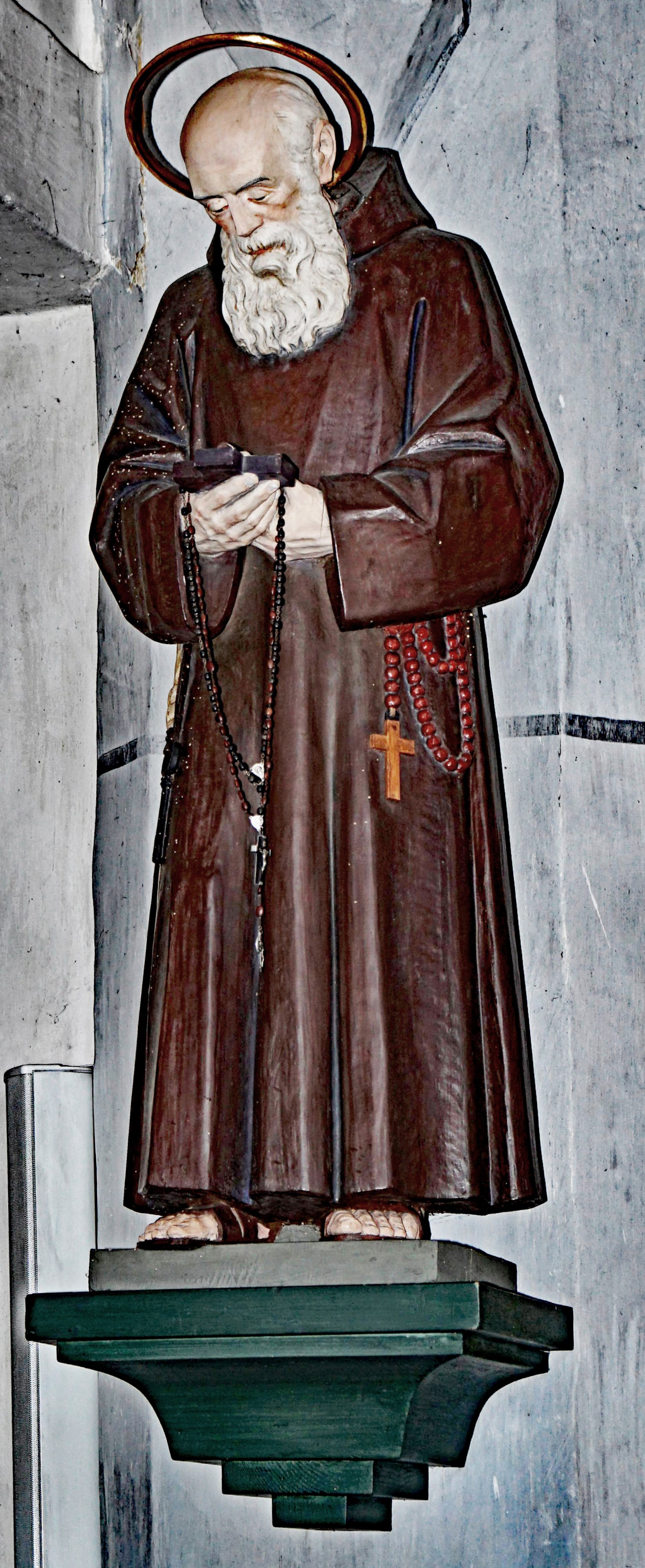
Hl. Konrad
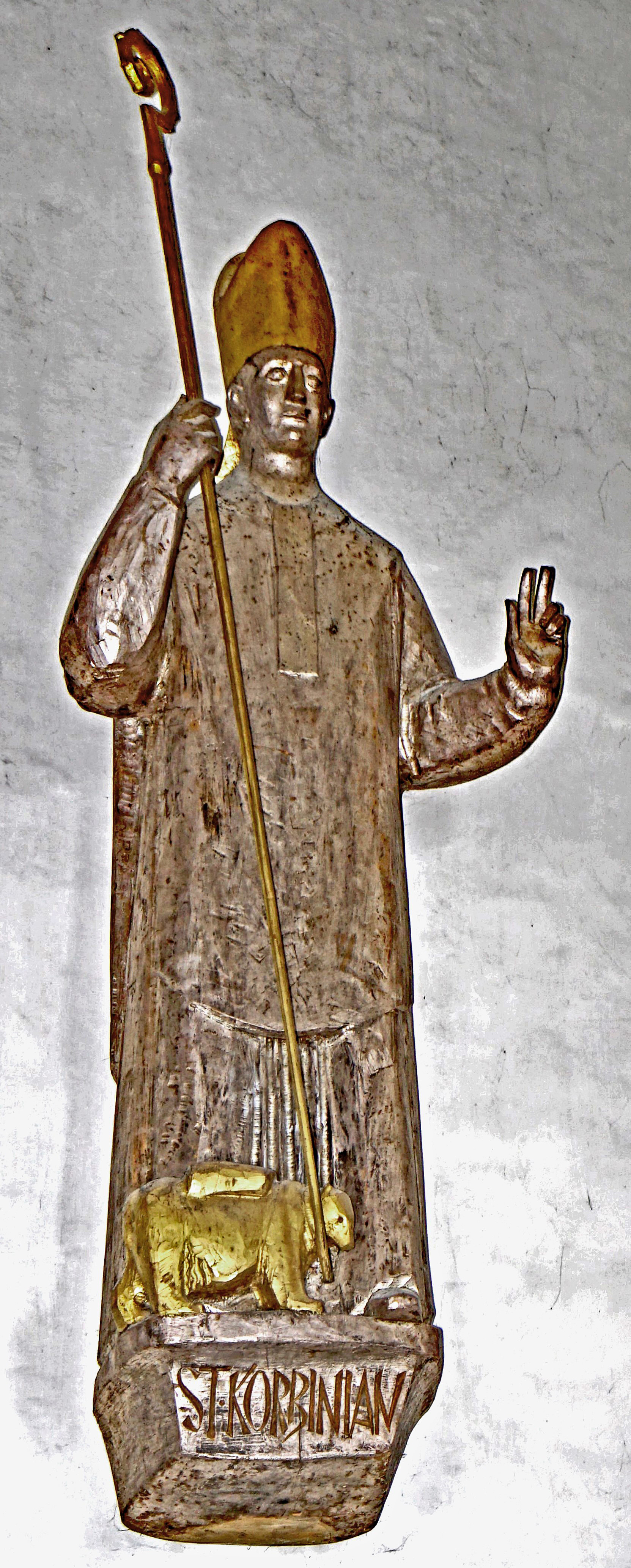
Hl. Korbinian
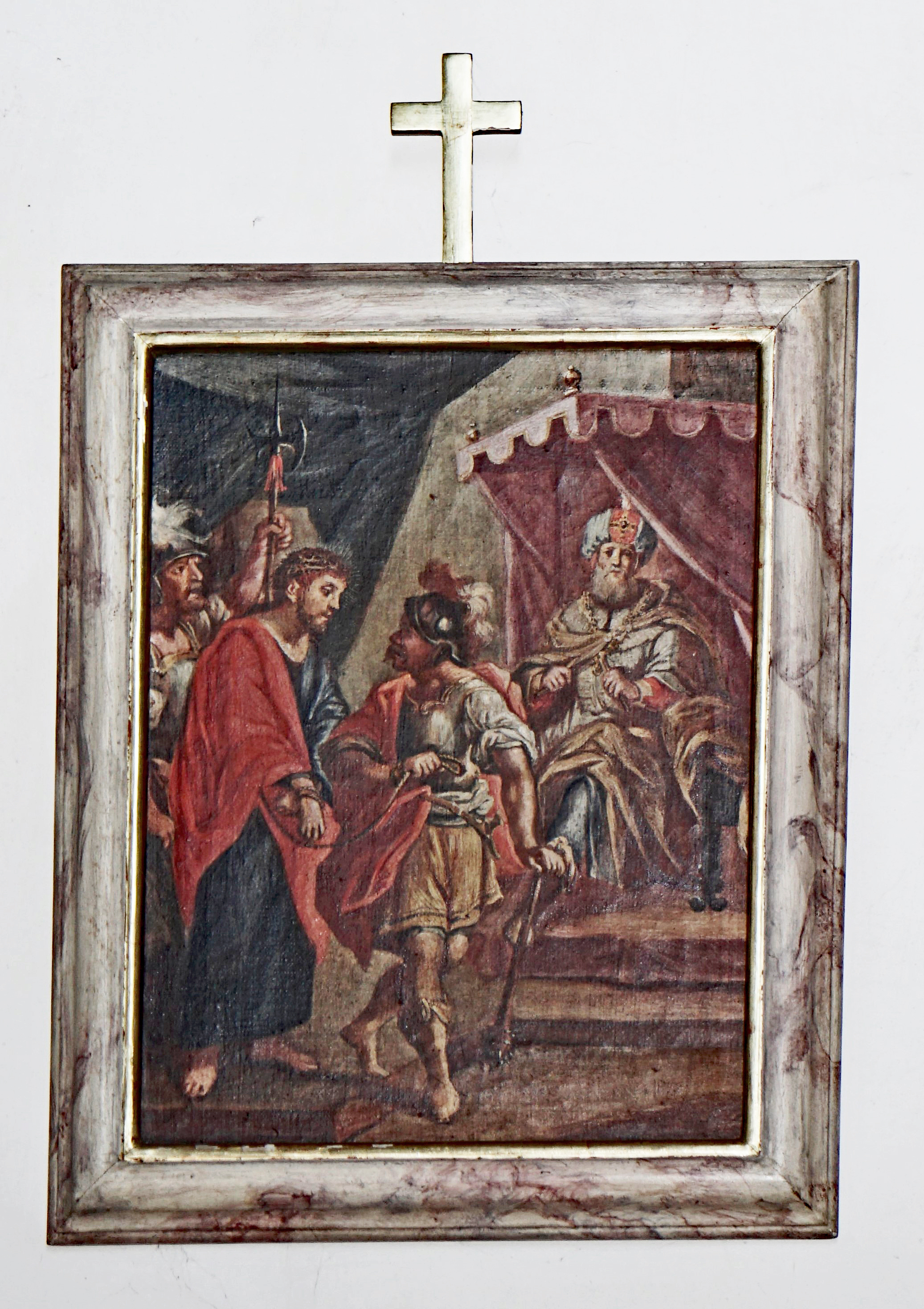
Kreuzweg-Gemälde
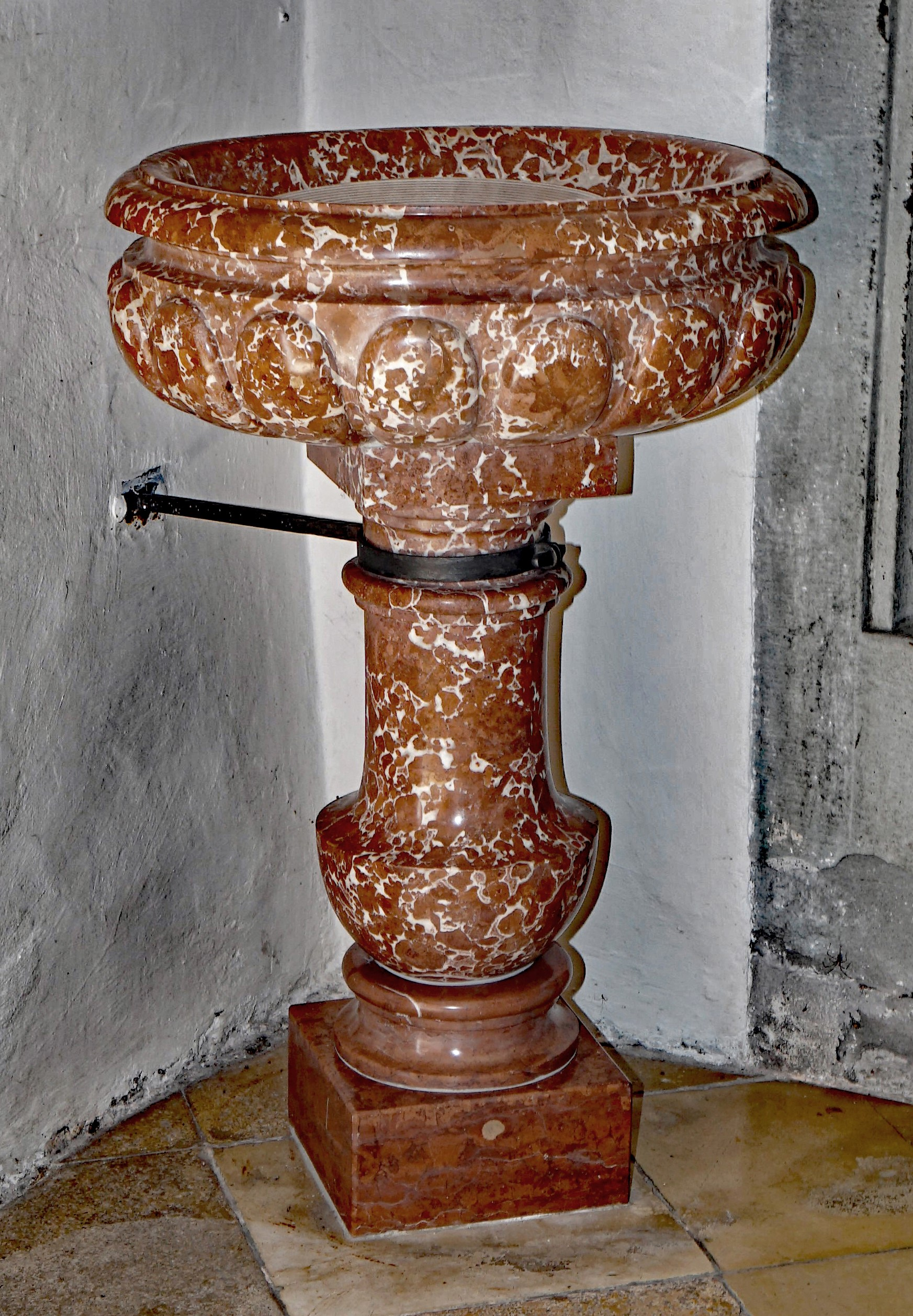
Barockes Weihwasserbecken

### Orgel
Die Orgel ist ein Werk von Ludwig Eisenbarth aus dem Jahr 1984 mit 18 Registern auf zwei Manualen und Pedal.

### Arme-Seelen-Kapelle

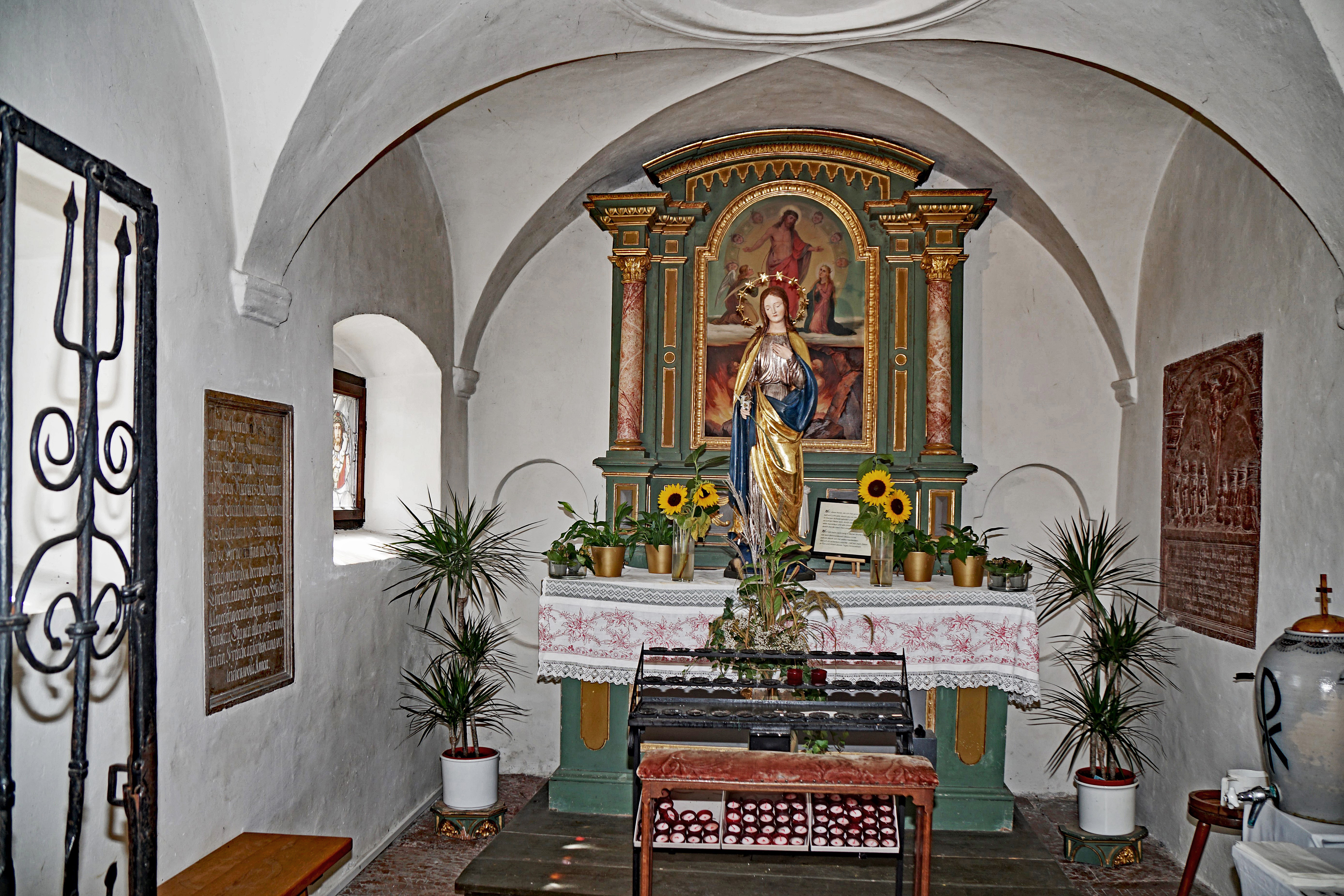
Blick in die Arme-Seelen-Kapelle

Links vom Haupteingang gelangt man in die 1660 angebaute Arme-Seelen-Kapelle. Der Altar (Bernhard Mair 1891) ist ein neubarocker, zweisäuliger Ädikula-Altar. Das Altarblatt von Josef Hitzinger zeigt Jesus den Erlöser und arme Seelen im Fegefeuer. Auf dem Altartisch steht eine Marienstatue.